# Otto Rosengren
Otto Rosengren, né le 16 mai 2003 en Suède, est un footballeur international suédois qui évolue au poste de milieu central au Malmö FF.

## Biographie

### En club
Né en Suède, Otto Rosengren commence le football au Sölvesborgs GoIF (en) avant de rejoindre le Mjällby AIF en 2019. Le 10 septembre 2020, il signe son premier contrat professionnel avec le club. Il joue son premier match en professionnel le 29 novembre 2021, lors d'une rencontre de championnat face à l'Örebro SK. Il est titularisé au milieu de terrain et la partie se termine finalement sur un match nul (0-0),.
Rosengren commence la saison 2022 dans un rôle de titulaire.
En juillet 2023, Otto Rosengren rejoint le Malmö FF. Le transfert est annoncé le 21 juin 2023 et il signe un contrat de quatre ans et demi. Il vient notamment pour remplacer Hugo Larsson, qui quitte le club dans le même temps pour l'Eintracht Francfort,,.
Rosengren entre en jeu lors de l'édition 2023-2024 de la Coupe de Suède le 1er mai 2024 face au Djurgårdens IF. Son équipe s'impose après une séance de tirs au but,.

### En sélection
Otto Rosengren joue son premier match avec l'équipe de Suède espoirs le 17 novembre 2022, lors d'un match amical contre le Danemark. Il est titularisé et les deux équipes se neutralisent (2-2 score final). Trois jours plus tard, pour sa deuxième sélection, il inscrit son premier but avec les espoirs, contre l'Azerbaïdjan. Les Suédois l'emportent ce jour-là par huit buts à un.

## Vie privée
Otto Rosengren est le fils de Patrik Rosengren (en), ancien footballeur professionnel et joueur emblématique du Mjällby AIF.

## Palmarès
Malmö FF
- Championnat de Suède (1) :
  - Champion : 2021.
- Coupe de Suède (1) :
  - Vainqueur : 2023-2024.